# Myrica faya
Myrica faya is een groenblijvende struik of kleine boom uit de gagelfamilie (Myricaceae), die endemisch is in Macaronesië. Elders in de tropen staat hij bekend als een invasieve soort.

## Naamgeving enetymologie
- Synoniemen: Morella faya (Ait.) Wilbur, Faya fragifera Webb in Webb & Berthel, Azorica fayana Raf.
- Engels: Firetree, Faya tree
- Spaans: Faya, faya de las islas, fayero, haya de Canarias

De soortaanduiding 'faya' is afkomstig van het Canarisch en zinspeelt op de gelijkenis met een beuk (Spaans: haya).

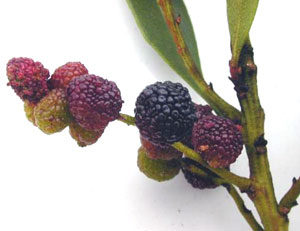
Myrica faya, vruchten

## Kenmerken
Myrica faya is een groenblijvende struik of kleine boom, van 3 tot 8 m hoog, zelden tot 15 m. De stam heeft een ruwe schors. De bladeren zijn meestal glanzend donkergroen, leerachtig, lancetvormig, tot 11 cm lang en 3 cm breed, gaafrandig of gekarteld, met een stompe top.
De plant is overwegend tweehuizig (subdioecious), de vrouwelijke en mannelijke bloemen vormen zich op verschillende planten, doch dikwijls komen er op een plant enkele bloemen van het andere geslacht voor. De bloei is overvloedig. De mannelijke bloemen groeien in kleine, langwerpige trossen aan het einde van de takken, en dragen vier meeldraden. De mannelijk bloemtrossen zijn dikwijls geel gekleurd door het stuifmeel. De vrouwelijke bloemen staan eveneens in bloemtrossen maar staan tussen de bladeren, zijn minder zichtbaar en onopvallend gekleurd.
De vruchten zijn tot 0,5 cm grote, bolvormige, ruw uitziende bessen, die aanvankelijk groen zijn en bij rijpheid purperrood tot zwart worden.
De plant bloeit in de winter en de lente.

## Habitat en verspreiding
Myrica faya is endemisch in Macaronesië ( Canarische Eilanden, Kaapverdische Eilanden, Azoren en Madeira). Hij komt op deze eilanden overvloedig voor en maakt deel uit van zowel het laurierbos (laurisilva) als de boomheivegetatie (fayal-brezal). Hij is wat de vochtigheid betreft veeleisender dan de boomhei (Erica arborea), en komt overwegend lager op de hellingen en op de overgangen naar het laurierbos voor. Hij gedijt het best op hoogtes tussen 600 en 900 m.
Hij is door de mens geïntroduceerd op het vasteland van Portugal en op Hawaii.
Myrica faya staat in subtropische- en tropisch streken buiten Macaronesië bekend als een invasieve exoot. Hij is opgenomen in de IUCN-lijst van honderd ergste invasieve uitheemse soorten. In Hawaii bedreigt de plant de plaatselijke Metrosideros-wouden.

## Economisch belang
Het hout van Myrica faya wordt plaatselijk gebruikt om klein gereedschap zoals hooivorken te maken.
De bessen kunnen gegeten worden, maar hebben een effect op de tong vergelijkbaar met de bessen van sleedoorn. In de traditionele Canarische keuken worden de gedroogde vruchten gemalen en toegevoegd aan het aldaar onder de naam gofio veelgebruikte maismeel. Ze staan bekend als een astringent middel.